# Glypta fuscitibia
Glypta fuscitibia là một loài tò vò trong họ Ichneumonidae.